# Acclimatamento
L'acclimatamento è una forma di adattamento che un organismo attua in risposta a variazioni dell'ambiente (variazioni stagionali, condizioni climatiche variate, quali l'altitudine e la temperatura). 
Molte piante e animali possono acclimatarsi a variazioni ambientali anche notevoli, specialmente se non sono drastiche, e dunque permettono un adattamento graduale.
Ad esempio la pianta di pomodoro può resistere anche a temperature relativamente basse, se ha il tempo di adattare il suo organismo (modificando il contenuto di acqua e zuccheri).
Numerosi animali hanno cicli di acclimatamento che seguono le stagioni: le pecore ad esempio hanno una notevole crescita di pelo nelle stagioni fredde.
Naturalmente anche l'uomo è soggetto ad acclimatamento, specialmente nei casi in cui è costretto a vivere per alcuni periodi in ambienti critici come l'alta montagna.

## Acclimatamento per quote elevate

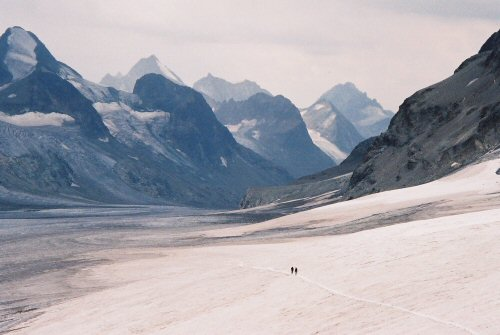
Alpinisti in alta quota

Nell'ambito dell'alpinismo, il termine acclimatamento identifica la procedura seguita dall'alpinista per abituarsi alle quote elevate, specie al di sopra dei 4.000 metri di altitudine, ed evitare i disturbi tipici del mal di montagna, i quali possono portare, nei casi più gravi, all'insorgere dell'edema polmonare o cerebrale. Tale procedura consiste in un avvicinamento graduale all'alta quota, con soste frequenti e possibilmente anche con pernottamenti ad altitudini via via più elevate. 
In questo caso l'acclimatamento è il complesso processo fisiologico che il corpo umano adotta per far fronte alla carenza di ossigeno nel sangue (ipossia) a seguito della diminuzione della pressione atmosferica a quote elevate.
Le mutazioni nell'organismo durante l'acclimatamento sono molteplici, e vanno dall'aumento della concentrazione dei globuli rossi nel sangue (portatori di ossigeno), dunque dell'ematocrito, e dell'emoglobina e quindi, di conseguenza, anche dall'incremento del trasporto dell'ossigeno dai polmoni verso i tessuti  a modifiche del sistema ormonale, dall'aumento della frequenza dei battiti cardiaci a modifiche ai tessuti muscolari, eccetera.
Durante le spedizioni alle vette delle catene montuose più elevate (Himalaya, Ande, Montagne Rocciose dell'Alaska), una delle tecniche più efficaci per acclimatarsi è quella di fare la spola fra i campi piazzati a differenti quote. Ad esempio, dal campo base si raggiunge il campo numero due, e si ridiscende al campo uno, dove si pernotta; il giorno seguente si sale al campo tre per poi ridiscendere e pernottare al campo due; e così via. Questa tecnica di acclimatamento è utilizzata prevalentemente in spedizioni in stile himalayano.
L'acclimatamento può essere ottenuto anche artificialmente tramite l'utilizzo di una camera ipobarica.

## Acclimatamento per cambio di temperatura
Quando la temperatura è alta l'acclimatamento segue alcune fasi ben distinte: la prima è quella di adattamento che prevede un allargamento dei capillari periferici e un incremento della sudorazione per consentire un riequilibrio termico. Questa fase sarà più breve nei luoghi secchi piuttosto che in quelli umidi. 
 In una fase successiva si avranno alterazioni metaboliche più stabili, comportanti una più bassa produzione di calore da parte dell'organismo.
Entrano in gioco anche fattori esterni, quali il vestiario, che possono agevolare l'acclimatamento ai climi freddi e caldi.